# Corydoras paleatus
Corydoras paleatus е вид тропическа сладководна риба от семейство Калихтиди. Произхожда от долното поречие на река Парана и крайбрежните реки в Уругвай и Бразилия.

## Описание
Тези видове достигат на дължина до около 5,9 cm. Мъжките са по-малки от женските, но спрямо пропорцията на тялото им гръбната и гръдните им перки са по-дълги от тези на женските.